# Императорът
„Императорът“ (на френски: L'Empereur) е френски документален филм на режисьора Люк Жаке от 2016 г.
Филмът е продължение на носителят на Оскар за документален филм от 2005 г. „Походът на императорите“. Сниман е през зимата на 2016 г. в Антарктида в продължение на два месеца. Световната премиера на „Императорът“ е на 20 януари 2017 г. В България ще бъде представен за първи път по време на XXI София Филм Фест на 11 март 2017 г.